# إدوارد وود
إدوارد وود (بالإنجليزية: E. F. L. Wood, 1st Earl of Halifax) (و. 1881 – 1959 م) هو سياسي، ودبلوماسي، من المملكة المتحدة، كان عضوًا في حزب المحافظين، توفي في يوركشاير، عن عمر يناهز 78 عاماً.

## مناصب
تولى منصب سفير بريطانيا لدى الولايات المتحدة، ووزير الدولة للشؤون الخارجية وشؤون الكومنولث ‏، واللورد رئيس المجلس ‏، وزعيم مجلس اللوردات ‏، ووزير الدولة لشؤون الحرب ‏، واللورد أمين الختم الكنيف ‏، والحاكم العام للهند، وعضو برلمان المملكة المتحدة الـ34، وعضو برلمان المملكة المتحدة الـ33، وعضو برلمان المملكة المتحدة الـ32، وعضو برلمان المملكة المتحدة الـ31، وعضو برلمان المملكة المتحدة الـ30، ووزير التعليم ‏، وعضو مجلس الشورى البريطاني، ونائب في البرلمان ‏.

## التعليم
تعلم في كنيسة المسيح، أكسفورد، وكلية إيتون.

## الخدمة العسكرية
خدم في الجيش البريطاني.

## جوائز
حصل على جوائز منها:
- وسام الصليب الأكبر من رتبة القديسان ميخائيل وجرجس
- فرسان الرباط
- نيشان الاستحقاق.

## روابط خارجية
- إدوارد وود على موقع الموسوعة البريطانية (الإنجليزية)
- إدوارد وود على موقع مونزينجر (الألمانية)